# Aeroportul Bloemfontein
Aeroportul Bloemfontein (IATA: BFN, ICAO: FABL) este un aeroport din Bloemfontein, Mangaung, Provincia Free State, Africa de Sud ce deservește zona Bloemfontein. Aeroportul a fost tranzitat în decembrie 2022 de 25.983 de pasageri.
Situat la o altitudine de 1.358 m, aeroportul dispune de o singură pistă. Este operat de Airports Company South Africa⁠(d).